# Tetralonia vestita
Tetralonia vestita är en biart som beskrevs av Morawitz 1875. Tetralonia vestita ingår i släktet Tetralonia och familjen långtungebin. Inga underarter finns listade i Catalogue of Life.